# Fridericia galba
Fridericia galba är en ringmaskart som först beskrevs av Hoffmeister 1843.  Fridericia galba ingår i släktet Fridericia, och familjen småringmaskar. Arten är reproducerande i Sverige.